# Polydesmus polonicus
Polydesmus polonicus är en mångfotingart som beskrevs av Robert Latzel 1884. Polydesmus polonicus ingår i släktet Polydesmus och familjen plattdubbelfotingar. Inga underarter finns listade i Catalogue of Life.